# 스펜서 퍼시벌
스펜서 퍼시벌(Spencer Perceval, 1762년 11월 1일 ~ 1812년 5월 11일)은 영국의 정치가이다. 1809년 10월 4일부터 그가 사망한 1812년 5월 11일까지 영국 역사상 유일하게 암살된 영국의 총리이다.

## 생애
아일랜드 귀족 제2대 에그몬트 백작 존 퍼시벌의 일곱 번째 아들로 태어났다. 아버지는 프린스 오브 웨일스, 프레드릭 루이스의 측근이었지만, 그가 10살 때 사망했다. 해로 스쿨을 거쳐, 케임브리지 트리니티 칼리지에 입학했다. 법정 변호사로 일한 후 1796년에 의원이 되었다.
자신의 영국 국교회 에바리카르드 운동에 대한 믿음에서 윌리엄 피트가 추진한 가톨릭 해방 법안에 찬성하지 않았다. 그가 경제 장관을 지낼 무렵, 윌리엄 윌버포스가 제출한 《노예 무역 폐지안》이 통과되었다. 또한 나폴레옹 보나파르트에 의한 대륙 봉쇄로 대외 무역이 손해를 보았으며, 1811년에는 러다이트 운동이 일어났다.
조지 3세가 회복 불능의 정신 장애에 빠지면서, 퍼시벌은 이것을 살아남을 기회로 생각했다. 섭정 황태자를 자주 맡아왔던 프린스 오브 웨일스 조지(후의 조지 4세)와 그는 대립 관계에 있었다. 조지는 왕실 비용의 증액을 요구할 때마다 거절한 것 때문에 조지는 휘그당의 상징인 퍼시벌을 파면할 생각이었다. 그러나 조지의 측근들이 퍼시벌의 파면을 단념시켰기 때문에 황태자와 총리는 긴장 관계에 있었다.
1812년 5월 11일 퍼시벌 정권의 경제 정책에 불만을 가진 정신장애인 존 벨링햄에 의해 퍼시벌은 하원 로비에서 근거리에서 총탄을 맞아 즉사했다.